# Lijst van rijksmonumenten in Den Haag/Lange Voorhout
Een overzicht van de 57 rijksmonumenten in de stad Den Haag gelegen aan of bij het Lange Voorhout.
| Object | Oorspronkelijke functie?  | Bouwjaar                                          | Architect                                 | Locatie                     | Coördinaten?                 | Nr.?   | Afbeelding                                                   |
| --- | ------------------------- | ------------------------------------------------- | ----------------------------------------- | --------------------------- | ---------------------------- | ------ | ------------------------------------------------------------ |
| Pomp | Straatmeubilair           | eerste kwart 18e eeuw                             |                                           | Lange Voorhout tegenover 33 | 52° 4' 57" NB, 4° 18' 48" OL | 17674  | Pomp                                                         |
| Theater Diligentia; ouder gebouw, in 1805 verbouwd en ingericht voor huidige bestemming                                                                                                | Welzijn, kunst en cultuur | 1805 (verbouwing)                                 |                                           | Lange Voorhout 5            | 52° 4' 53" NB, 4° 18' 37" OL | 17675  | Meer afbeeldingen                                            |
| Pand, inwendig betimmeringen, schoorstenen en stucplafonds in Lodewijk XIV stijl | Woonhuis                  | 17e eeuw 1822+1844 (gewijzigd)                    |                                           | Lange Voorhout 7            | 52° 4' 54" NB, 4° 18' 38" OL | 17676  | Meer afbeeldingen                                            |
| Door J. Lemberg gebouwd pand, van algemeen belang wegens harmonische architectuur en kunsthistorische waarde                                                                           | Handel en kantoor         | 1911                                              | J. Lemberg                                | Lange Voorhout 9            | 52° 4' 54" NB, 4° 18' 40" OL | 17677  | Meer afbeeldingen                                            |
| Pand met gevel met naar voren springende ingangspartij in Lodewijk XVI stijl | Woonhuis                  |                                                   |                                           | Lange Voorhout 11           | 52° 4' 54" NB, 4° 18' 40" OL | 17678  | Meer afbeeldingen                                            |
| Pand met bakstenen gevel in Lodewijk XIV stijl met rechte kroonlijst op gesneden consoles, rijk versierde middenpartij                                                                 | Handel en kantoor         |                                                   |                                           | Lange Voorhout 13           | 52° 4' 55" NB, 4° 18' 41" OL | 17679  | Meer afbeeldingen                                            |
| Pulchri Studio | Woonhuis                  |                                                   |                                           | Lange Voorhout 15           | 52° 4' 55" NB, 4° 18' 42" OL | 17680  | Meer afbeeldingen                                            |
| Pand met Lodewijk XVI gevel met versierde middentravee | Gebouw                    |                                                   |                                           | Lange Voorhout 19           | 52° 4' 56" NB, 4° 18' 44" OL | 17681  | Meer afbeeldingen                                            |
| Pand met Lodewijk XVI gevel met versierde middentravee | Gebouw                    |                                                   |                                           | Lange Voorhout 21           | 52° 4' 56" NB, 4° 18' 44" OL | 17682  | Pand met Lodewijk XVI gevel met versierde middentravee       |
| Pand met Lodewijk XVI gevel met versierde middentravee | Gebouw                    |                                                   |                                           | Lange Voorhout 23           | 52° 4' 56" NB, 4° 18' 45" OL | 17683  | Meer afbeeldingen                                            |
| Pand met gevel | Werk-woonhuis             | vroeg 19e eeuw (gevel)                            |                                           | Lange Voorhout 25           | 52° 4' 56" NB, 4° 18' 45" OL | 17684  | Meer afbeeldingen                                            |
| Pand met gevel met versierde dubbele deuromlijsting | Woonhuis                  | vroeg 19e eeuw (gevel)                            |                                           | Lange Voorhout 27           | 52° 4' 56" NB, 4° 18' 46" OL | 17685  | Meer afbeeldingen                                            |
| Pand met bakstenen gevel met kroonlijst op Lodewijk XIV consoles | Woonhuis                  |                                                   |                                           | Lange Voorhout 29           | 52° 4' 56" NB, 4° 18' 46" OL | 17686  | Meer afbeeldingen                                            |
| Hoekpand | Handel en kantoor         | eerste helft 19e eeuw                             |                                           | Lange Voorhout 31           | 52° 4' 56" NB, 4° 18' 47" OL | 17687  | Meer afbeeldingen                                            |
| Pand met gevel | Handel en kantoor         | tweede helft 19e eeuw                             |                                           | Lange Voorhout 35           | 52° 4' 56" NB, 4° 18' 48" OL | 17688  | Pand met gevel                                               |
| Pand met Lodewijk XIV gevel | Woonhuis                  |                                                   |                                           | Lange Voorhout 41           | 52° 4' 56" NB, 4° 18' 48" OL | 17689  | Pand met Lodewijk XIV gevel                                  |
| Kloosterkerk | Kerk en kerkonderdeel     | ca. 1400                                          |                                           | Lange Voorhout 2            | 52° 4' 54" NB, 4° 18' 35" OL | 17690  | Meer afbeeldingen                                            |
| Pand met gevel, houten poort met natuurstenen omlijsting | Kerkelijke dienstwoning   | 19e eeuw (gevel)                                  |                                           | Lange Voorhout 4            | 52° 4' 55" NB, 4° 18' 36" OL | 17691  | Meer afbeeldingen                                            |
| Pand met trapgevel met natuurstenen deuromlijsting | Woonhuis                  | vroeg 17e eeuw (trapgevel)                        |                                           | Lange Voorhout 6            | 52° 4' 55" NB, 4° 18' 36" OL | 17692  | Meer afbeeldingen                                            |
| Pand, fraaie muurankers, ingangsomlijsting met pilasters | Gebouw                    | 18e eeuw                                          |                                           | Lange Voorhout 8            | 52° 4' 55" NB, 4° 18' 37" OL | 17693  | Meer afbeeldingen                                            |
| Pand, waarvan in de zijgevel nog restanten over zijn; inwendig enkele vertrekken met eenvoudige stucversiering                                                                         | Woonhuis                  | 16e eeuw (pand) 18e eeuw (gevel + stucversiering) |                                           | Lange Voorhout 10           | 52° 4' 56" NB, 4° 18' 38" OL | 17694  | Meer afbeeldingen                                            |
| Pand met gevel, interieurs in Lodewijk XIV stijl | Woonhuis                  | eerste helft 19e eeuw                             |                                           | Lange Voorhout 12           | 52° 4' 56" NB, 4° 18' 39" OL | 17695  | Meer afbeeldingen                                            |
| Pand met neorenaissance gevel | Handel en kantoor         | ca. 1900                                          |                                           | Lange Voorhout 14           | 52° 4' 56" NB, 4° 18' 39" OL | 17696  | Meer afbeeldingen                                            |
| Pand met gevel, interieurs in Lodewijk XVI stijl | Woonhuis                  | derde kwart 18e eeuw                              |                                           | Lange Voorhout 16           | 52° 4' 57" NB, 4° 18' 40" OL | 17697  | Meer afbeeldingen                                            |
| Pand met gevel | Woonhuis                  | tweede helft 18e eeuw                             |                                           | Lange Voorhout 18           | 52° 4' 57" NB, 4° 18' 40" OL | 17698  | Meer afbeeldingen                                            |
| Pand met gevel | Woonhuis                  | eerste helft 19e eeuw                             |                                           | Lange Voorhout 20           | 52° 4' 57" NB, 4° 18' 41" OL | 17699  | Pand met gevel                                               |
| Pand met gevel met versierde poort- en deuromlijsting | Woonhuis                  | vroeg 19e eeuw (gevel)                            |                                           | Lange Voorhout 22           | 52° 4' 57" NB, 4° 18' 41" OL | 17700  | Meer afbeeldingen                                            |
| Oorspronkelijk met de nrs 28 en 30 een pand in régence stijl | Woonhuis                  |                                                   |                                           | Lange Voorhout 26           | 52° 4' 57" NB, 4° 18' 41" OL | 17701  | Meer afbeeldingen                                            |
| Oorspronkelijk met de nrs 26 en 30 een pand in régence stijl, Lodewijk XIV en rococo-interieurs                                                                                        | Appartementengebouw       |                                                   |                                           | Lange Voorhout 28           | 52° 4' 58" NB, 4° 18' 42" OL | 17702  | Meer afbeeldingen                                            |
| Oorspronkelijk met de nrs 26 en 28 een pand in régence stijl | Woonhuis                  |                                                   |                                           | Lange Voorhout 30           | 52° 4' 58" NB, 4° 18' 42" OL | 17703  | Oorspronkelijk met de nrs 26 en 28 een pand in régence stijl |
| Pand met bakstenen gevel met hardstenen plint, middentravee, hoekpilasters en stoep - Lodewijk XV deur met gesneden kalf en bovenlicht - rijk versierd interieur in Lodewijk XVI stijl | Woonhuis                  | midden 18e eeuw (gevel)                           |                                           | Lange Voorhout 32           | 52° 4' 58" NB, 4° 18' 42" OL | 17704  | Meer afbeeldingen                                            |
| Huis Huguetan | Gebouw                    |                                                   |                                           | Lange Voorhout 34           | 52° 4' 59" NB, 4° 18' 44" OL | 17705  | Meer afbeeldingen                                            |
| Pand met gave Lodewijk XIV gevel met rechte kroonlijst en hardstenen plint - middentravee met pilasters versierd                                                                       | Woonhuis                  |                                                   |                                           | Lange Voorhout 38           | 52° 4' 59" NB, 4° 18' 44" OL | 17706  | Meer afbeeldingen                                            |
| Pand met gevel met in Lodewijk XVI stijl versierde ingangspartij, Haagsche Club | Woonhuis                  | 18e eeuw (gevel)                                  |                                           | Lange Voorhout 40           | 52° 4' 60" NB, 4° 18' 45" OL | 17707  | Meer afbeeldingen                                            |
| Pand met gevel met rechte kroonlijst op gesneden consoles | Woonhuis                  | eerste helft 19e eeuw                             |                                           | Lange Voorhout 42           | 52° 5' 0" NB, 4° 18' 46" OL  | 17708  | Meer afbeeldingen                                            |
| Pand met gevel | Woonhuis                  | eerste helft 19e eeuw                             |                                           | Lange Voorhout 44           | 52° 5' 0" NB, 4° 18' 46" OL  | 17709  | Meer afbeeldingen                                            |
| Pand met gevel | Woonhuis                  | eerste helft 19e eeuw                             |                                           | Lange Voorhout 46           | 52° 5' 1" NB, 4° 18' 46" OL  | 17710  | Meer afbeeldingen                                            |
| Johanniter Orde | Woonhuis                  |                                                   |                                           | Lange Voorhout 48           | 52° 5' 1" NB, 4° 18' 47" OL  | 17711  | Meer afbeeldingen                                            |
| Pand met gevel met rechte kroonlijst op gesneden consoles | Woonhuis                  | 19e eeuw (gevel)                                  |                                           | Lange Voorhout 50           | 52° 5' 1" NB, 4° 18' 47" OL  | 17712  | Meer afbeeldingen                                            |
| Pand met gevel rechte kroonlijst op gesneden consoles | Woonhuis                  | 19e eeuw (gevel)                                  |                                           | Lange Voorhout 52           | 52° 5' 1" NB, 4° 18' 47" OL  | 17713  | Meer afbeeldingen                                            |
| Hotel des Indes | Horeca                    | tweede helft 19e eeuw                             |                                           | Lange Voorhout 56           | 52° 5' 2" NB, 4° 18' 48" OL  | 17714  | Meer afbeeldingen                                            |
| Pand met bakstenen Lodewijk XVI gevel met gesneden deuromlijsting | Woonhuis                  |                                                   |                                           | Lange Voorhout 58           | 52° 5' 2" NB, 4° 18' 50" OL  | 17715  | Meer afbeeldingen                                            |
| Pand met gevel uit de eerste helft van de 19e eeuw | Woonhuis                  | eerste helft 19e eeuw (gevel)                     |                                           | Lange Voorhout 60           | 52° 5' 1" NB, 4° 18' 50" OL  | 17716  | Meer afbeeldingen                                            |
| Pand met voor- en achtergevel in Lodewijk XVI stijl - deuromlijsting en balkon | Woonhuis                  | tweede helft 18e eeuw (interieur)                 |                                           | Lange Voorhout 62           | 52° 5' 1" NB, 4° 18' 50" OL  | 17717  | Meer afbeeldingen                                            |
| Pand met hoge gevel op natuurstenen voet van omstreeks 1800 | Woonhuis                  | ca. 1800                                          |                                           | Lange Voorhout 64           | 52° 5' 1" NB, 4° 18' 51" OL  | 17718  | Meer afbeeldingen                                            |
| Pand met gevel met kroonlijst op gesneden consoles | Woonhuis                  | 19e eeuw (gevel)                                  |                                           | Lange Voorhout 66           | 52° 5' 1" NB, 4° 18' 50" OL  | 17719  | Meer afbeeldingen                                            |
| Pand met gevel met kroonlijst op gesneden consoles | Woonhuis                  | 19e eeuw (gevel)                                  |                                           | Lange Voorhout 68           | 52° 5' 1" NB, 4° 18' 51" OL  | 17720  | Meer afbeeldingen                                            |
| Pand met bakstenen gevel met rechte kroonlijst | Woonhuis                  | eind 18e eeuw (gevel)                             |                                           | Lange Voorhout 70           | 52° 5' 1" NB, 4° 18' 51" OL  | 17721  | Meer afbeeldingen                                            |
| Pand met bakstenen gevel met rechte kroonlijst | Woonhuis                  | eind 18e eeuw (gevel)                             |                                           | Lange Voorhout 72           | 52° 5' 1" NB, 4° 18' 51" OL  | 17722  | Meer afbeeldingen                                            |
| Paleis Lange Voorhout | Gebouw                    | 1760-1764                                         | Pieter de Swart                           | Lange Voorhout 74           | 52° 5' 0" NB, 4° 18' 51" OL  | 17723  | Meer afbeeldingen                                            |
| Russenhuis; Pand met bakstenen gevel met kroonlijst op gesneden consoles | Woonhuis                  | 19e eeuw (gevel)                                  |                                           | Lange Voorhout 78           | 52° 4' 60" NB, 4° 18' 51" OL | 17724  | Meer afbeeldingen                                            |
| Pand met bakstenen gevel met kroonlijst op gesneden consoles | Woonhuis                  | 19e eeuw                                          |                                           | Lange Voorhout 82           | 52° 4' 60" NB, 4° 18' 52" OL | 17725  | Meer afbeeldingen                                            |
| Pand met bakstenen gevel | Handel en kantoor         | eind 18e eeuw (gevel)                             |                                           | Lange Voorhout 88           | 52° 4' 59" NB, 4° 18' 52" OL | 17726  | Meer afbeeldingen                                            |
| Pand met bakstenen gevel | Handel en kantoor         | eind 18e eeuw (gevel)                             |                                           | Lange Voorhout 90           | 52° 4' 59" NB, 4° 18' 52" OL | 17727  | Meer afbeeldingen                                            |
| Pand met bakstenen gevel met versierde middenpartij en kroonlijst op gesneden consoles                                                                                                 | Woonhuis                  | tweede helft 19e eeuw (gevel)                     |                                           | Lange Voorhout 92           | 52° 4' 58" NB, 4° 18' 53" OL | 17728  | Meer afbeeldingen                                            |
| Gedenkteken Karel Bernhard van Saksen-Weimar-Eisenach | Gedenkteken               | 1866                                              | Johan Philip Koelman en Hugo Pieter Vogel | Lange Voorhout z.n.         | 52° 4' 57" NB, 4° 18' 52" OL | 459743 | Meer afbeeldingen                                            |
| Grootboekgebouw | Overheidsgebouw           | 1884                                              | C.H. Peters                               | Lange Voorhout 8            | 52° 4' 56" NB, 4° 18' 37" OL | 477111 | Grootboekgebouw                                              |